# Xanthisthisa
Xanthisthisa is een geslacht van vlinders van de familie spanners (Geometridae), uit de onderfamilie Ennominae.

## Soorten
- X. barnsi Prout, 1921
- X. brunnea (Warren, 1899)
- X. copta Herbulot, 1977
- X. extrema Herbulot, 1999
- X. fulva (Warren, 1902)
- X. holmi Fletcher D. S., 1958
- X. lemairei Herbulot, 1973
- X. nigrocumulata (Warren, 1902)
- X. niveifrons (Prout, 1922)
- X. tarsispina (Warren, 1901)
- X. tergorinota Prout, 1928
- X. terna Herbulot, 1984
- X. tumida (Warren, 1902)